# 64 Velorum
64 Velorum (d Velorum) é uma estrela na direção da Vela. Possui uma ascensão reta de 08h 44m 23.97s e uma declinação de −42° 38′ 57.6″. Sua magnitude aparente é igual a 4.05. Considerando sua distância de 228 anos-luz em relação à Terra, sua magnitude absoluta é igual a −0.18. Pertence à classe espectral G5III.